# Luke Goedeke
Luke Goedeke (Whitelaw, 21 novembre 1998) è un giocatore di football americano statunitense che milita nel ruolo di offensive tackle per i Tampa Bay Buccaneers della National Football League (NFL).

## Carriera

### Tampa Bay Buccaneers
Goedeke al college giocò a football alla Wisconsin–Stevens Point University (2017) e all'Università Centrale del Michigan (2018-2021). Fu scelto nel corso del secondo giro (57º assoluto) assoluto nel Draft NFL 2022 dai Tampa Bay Buccaneers. Debuttò come professionista partendo come titolare nella gara del primo turno contro i Dallas Cowboys. La sua stagione da rookie si chiuse con 11 presenze, di cui 8 come titolare.